# السادة (مكيراس)

تعديل مصدري - تعديل

السادة هي إحدى قرى عزلة مكيراس بمديرية مكيراس التابعة لمحافظة البيضاء، بلغ تعداد سكانها 636 نسمة حسب تعداد اليمن لعام 2004.